# Килограмм-сила-метр
Килограмм-сила-метр (русское обозначение: кгс·м; международное: kgf·m) — единица энергии и работы МКГСС системы единиц.
1 кгс·м — работа, совершаемая силой 1 кгс, при перемещении точки приложения этой силы на расстояние 1 метр по её направлению.
1 кгс·м = 9,80665 Дж, 1 Дж = 0,101972 кгс·м.
Международная организация законодательной метрологии (МОЗМ) в своих рекомендациях относит единицу килограмм-сила-метр к тем единицам измерения, «которые должны быть изъяты из обращения как можно скорее там, где они используются в настоящее время, и которые не должны вводиться, если они не используются».